# Licuala ramsayi
Licuala ramsayi là loài thực vật có hoa thuộc họ Arecaceae. Loài này được (F.Muell.) Domin mô tả khoa học đầu tiên năm 1915.

## Hình ảnh

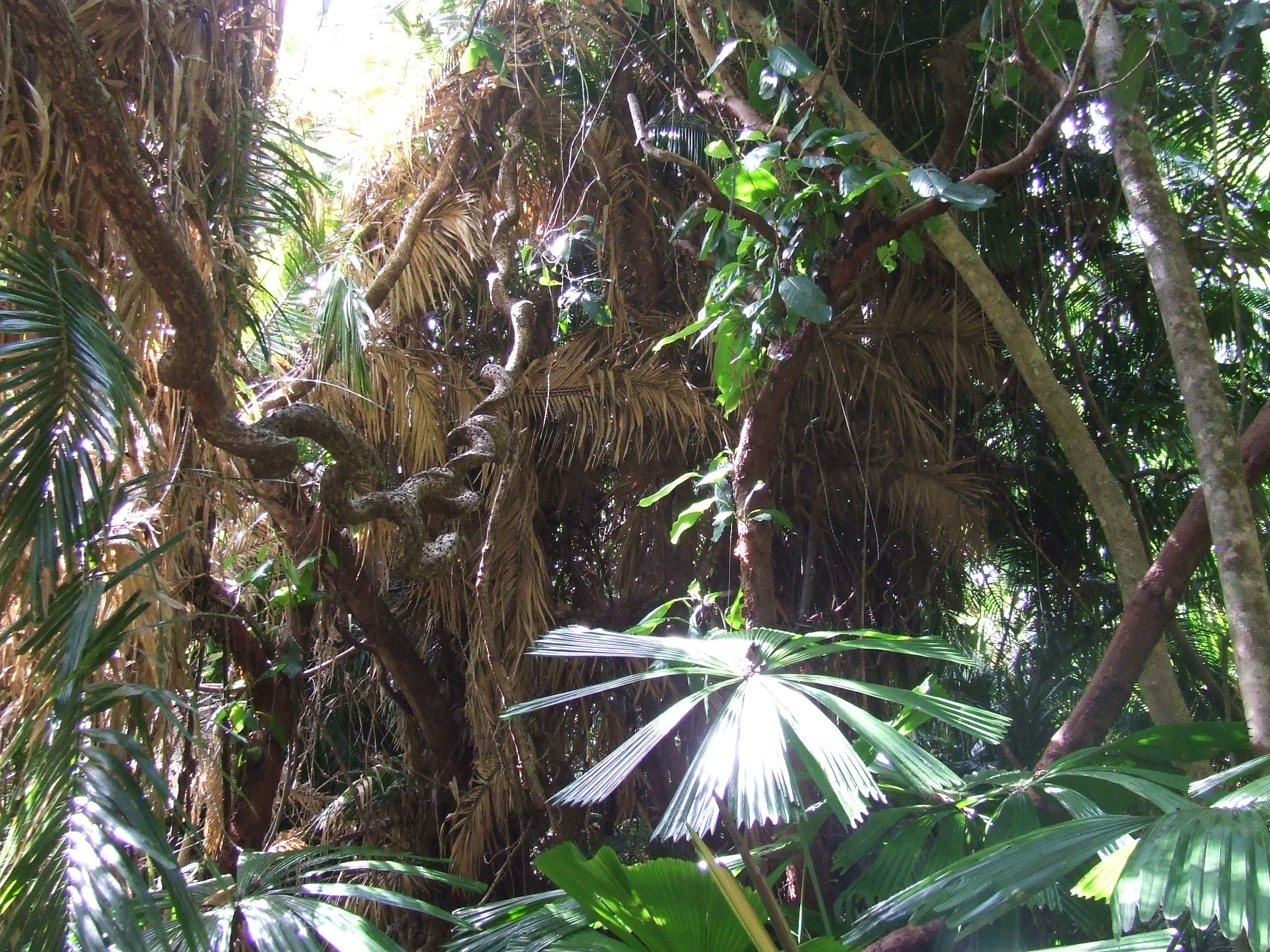
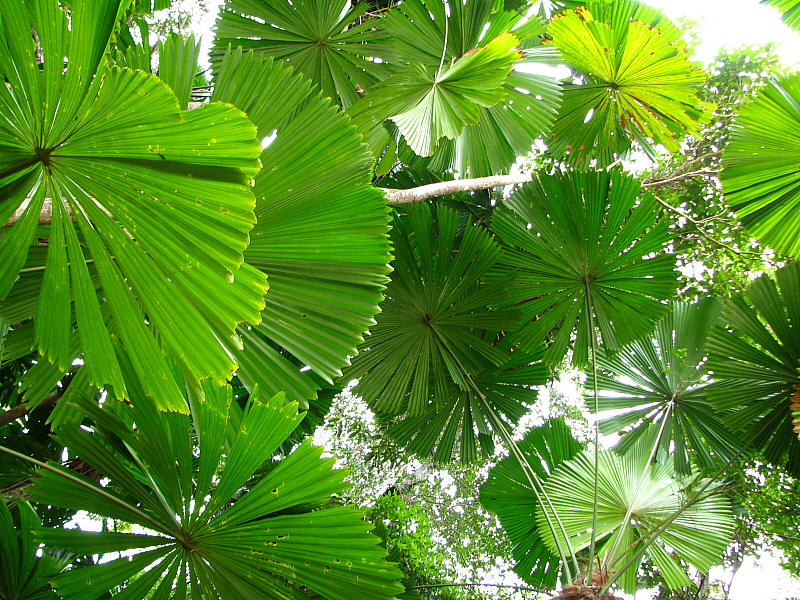
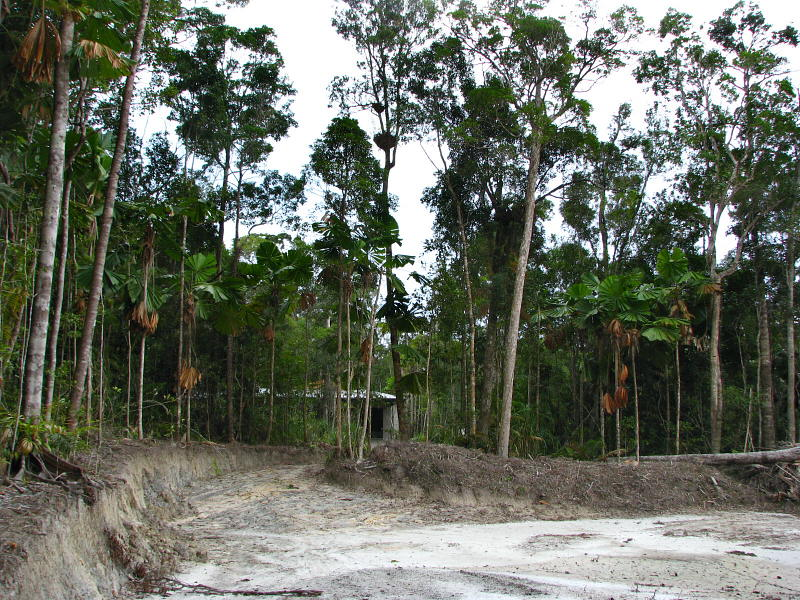
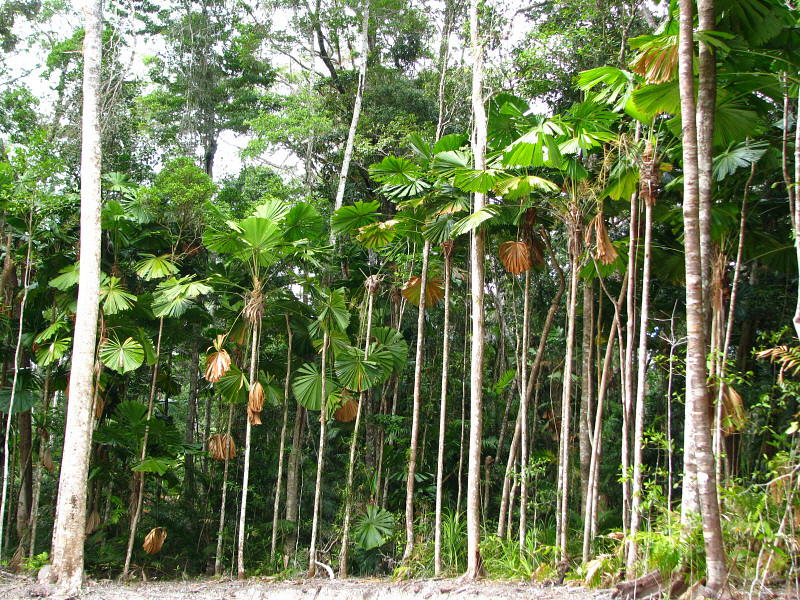